# Podbela
Podbela – wieś w Słowenii, w gminie Kobarid. W 2018 roku liczyła 67 mieszkańców.